# Філотехнічне товариство
Філотехні́чне товари́ство — перше технічне товариство в Російській імперії, що існувало у 1811–1818 рр. на чолі з Василем Каразіним на Слобожанщині. У 1818 р. через відсутність фінансування припинило існування. Пропагувало новітні технічні методи сільськогосподарського виробництва. Серед його членів поволі наростали антикріпосницькі настрої.
1. ↑  До 245-річчя від дня народження Василя Назаровича Каразіна (1773-1842), українського вченого, винахідника, громадського діяча. cdiak.archives.gov.ua. Процитовано 21 січня 2022.
2. ↑  Майструк, Ольга Миколаївна (2013-04). Василь Каразін і Філотехнічне товариство 20-ті рр. ХІХ ст.). Процитовано 21 січня 2022.